# まかせてPETくん
『まかせてPETくん』（まかせてペットくん）はそにしけんじ(第1回～第6回は椎本サトル名義)作のギャグ漫画。『プレコミックブンブン』で2004年3月号から2008年10月号まで連載されていた。

## あらすじ
ごく普通の小学生の主人公・山田のぼるが、ある日公園に落ちていたペットボトルをリサイクルすると、そのペットボトルがスーパー恩返しロボット“ペットくん”になってのぼるの前に現れる。変形・合体・スーパーアイテムなどといった、ペットくんのさまざまな能力を駆使し、のぼるに恩返しをしていくが…

## 登場キャラクター

### 人物
山田 のぼる
ペットくんに恩返しされているラッキー（?）な10歳の少年で本作の主人公。連載当初は9歳だった。
山田 ひかる
のぼるくんの弟。まだ言葉もおぼつかない幼児。いつのまにか登場していた。ペットくんが大の苦手とする人物。
広田 ケンタ
のぼるくんの友達。
吉川さん
のぼるくんのクラスメイト。
ママ・パパ
のぼるの父母。キャンペーンにより、2人にもパパペットくんとママペットさんというロボットがいる。
みのる
みんなの公園でよくマナー違反なことをしている中学生。紙でできたロボット「紙男」のリサイクル主。
シマダさん
リサイクル工場のアイテム科に所属する社員。モリタさんとともに、ペットアイテムを作っている。
モリタさん
リサイクル工場のアイテム科に所属する社員。サングラスをかけている為、タモリのパロディではないかと思われている。
茂田井 内蔵（もたい ないぞう）博士
ペットくん2、3号やビシバシロボットを作った博士。毎朝7時に起きる。博士の名前は2007年10月号で明らかになった。名前の由来は「もったいないぞー」。

### リサイクルヒーローズ
リサイクルによって生まれたロボット。基本的にリサイクル主に対しての恩返しを行う。
ペットくん
のぼるくんがリサイクルしたペットボトルから生まれたスーパー恩返しロボット。カワイイ顔してくせ者である。序盤はとてつもなく長い詠唱をしなくては来てくれないシステムだったが、面倒だったのか「助けてペットくん！」と言えば空を飛んで駆けつけるようになった。
頭部が本体であり（これは後述するリサイクルロボ全員に共通する設定）、頭部のみで自在に飛行したり、コードを伸ばして電脳世界に出入りすることが可能。
ペットボトルの中身がかわると、キャラが変わる。たとえば、ウーロン茶だと中国人風になり、スポーツドリンクだと体育会系になったりする。しかし炭酸飲料は苦手で、入れられるとフラフラになってしまう。
アルミちゃん
ペットくんの妹。よくペットくんと物の取り合いをして、よく兄妹喧嘩になる。自らの体をタテ圧縮することで、体の大きさを自由に変えることができる。
プラちゃん
ペットくんのお助けメカ。ペットくんより役に立つ面もある。頭部にはCDプレイヤーがついている。内部センサーで物体を感知しているので、顔に書かれている目と口は、ただマジックペンで書いているだけである。
P-2
世界一軽い?ロボット。細く長い手足と顔を持つ。あまりに軽量化しすぎて、ついに自分の部屋の自動ドアが開かなくなったらしい。ペットくんはライバル視。
ミラクルちゃん
吉川さんの携帯の電池から作られたロボット。
スチールちゃん
メガネをかけた、サラリーマン風のスチール缶ロボット。ペットくんと恩返し勝負をしてのぼるくんの（親の）車のドアを壊したことがある。5時になるとすぐに帰宅するシステムがプログラミングされている。
スチール団
頭に卍型の鋸がついた『ハガネ』と、鳥顔の『ウグイス丸』の二人組。リサイクル主は大河原のぼる（故人）であるが、勘違いしてのぼるくんのもとにやってきた。
ビニールちゃん
読者のハガキを参考にして作られたロボット。
ビンちゃん
ビニールちゃんと同じく読者のハガキを参考にして作られたロボット。無口。後にスチール団入団テストに合格し、入団を果たす。
ペットくん2号
過去にペットくんが博士に依頼して作ったロボット。高密度ポリエチレン(HDPE)製のシャンプー容器からできている。
ペットくん3号
ポリ塩化ビニル(PVC)製のタマゴパックから作られたロボット。ペットくん、2号の要望を盛り込み、博士が製作。
ものしりレモンさん
レモンのことについて教えてくれるロボット。「ものしりレモン大百科」を常に持ち歩いている。
ペットペットくん
ペットボトルで出来た、ペットくんのペット。4種類あり、起動するまでどの型かはわからない。（ペットくんにはリスッペばかりでた。）
糸っ端みっけ1号（いと-ぱ-ごう）
2008年2月号から登場したロボット。糸の端などを見つけるために開発されたロボットであり、なんの先っ端か見分ける事も出来る。
量産型ペットくん（P-3）
ペットくんの機能を大幅に簡略化して大量生産しやすく作りかえたリサイクル恩返しロボット。2008年6月号から登場。
パパペットくん・ママペットさん
キャンペーンによってのぼるくんの両親のもとへやってきたロボット。ただし、恩返しではなく、アドバイスを述べるだけの存在である。
紙男（かみお）
みのるが珍しくリサイクルしたハンバーガーの包装紙から生まれた、「ちょい悪恩返しロボット」。巻きついて相手の視界を遮る「暗黒地獄」などの技をもつが、効果はあまりない。
紙カップちゃんたち
広田くんが高速サービスエリアで利用した紙カップから生まれたロボット。顔部分が５枚の紙カップを重ねた構造になっており、カップの種類により「ヒーロー」、「熱血おやじ」、「あったか母さん」、「マイナス思考」、「犬」の５つの性格に変わる。（普段は装備していないが「モンスター」などの別シリーズも存在する。）

### ビシバシロボット
別名のぼる攻撃型ロボット。ペットくんがヒーローっぽい恩返しがしてみたかったため、博士に敵を作ってもらったらしい。全部で100種類という設定で、読者のアイデアを参考にしたものが多い。倒した後は日用品として再利用することが可能。
| 名前（通称）                     | モチーフ           | 倒し方                                                         | 倒した後のリサイクル品 |
| -------------------------------- | ------------------ | -------------------------------------------------------------- | ---------------------- |
| ビシバシ1                        | 缶コーヒー         | 何回もパンチをする                                             | ボールペン             |
| ビシバシ2（ベラン）              | 気泡緩衝材         | 体についている気泡緩衝材を全部つぶす                           | シーツ                 |
| ビシバシ3                        | ティッシュペーパー | 箱の中からティッシュを全部出す                                 | 本立て                 |
| ビシバシ4（フワン）              | 風船               | 風船を割る                                                     | コースター             |
| ビシバシ5（ボール）              | 段ボール           | 不明（勝手に帰った）                                           | 勝手に帰った為不明     |
| ビシバシ6（ガムテ）              | ガムテープ         | 体中のガムテープやトイレットペーパーを自分の体にすべて巻き取る | ペン立て               |
| ビシバシ7（チョキン）            | ハサミ             | じゃんけんをしてグーを出す                                     | フィギュア             |
| ビシバシ8（チックタン）          | 腕時計             | 右手の下にあるレバーを時間丁度になる前にその時間から24回まわす | ブレスレット           |
| ビシバシ9                        | 筆                 | 絵の具が無くなるまで、ずっといろいろな物に絵を書かせる         | 耳かき                 |
| ビシバシ10（イトン）             | 靴ひも             | 1cm9mm間隔ごとにある切り取り線で切る                           | リボン                 |
| ビシバシ11（ジョキン）           | 定規               | 全ての鉄で出来ている定規を折り曲げる                           | 1mの定規               |
| ビシバシ12（本田くん）           | 辞書               | ページを開いてちょうど99ページになったら倒せる                 | もの知りレモン大百科II |
| ビシバシ13（ハサミン）           | ハサミ             | 水で刃の部分をさびさせる・ハサミを閉じる                       | ハサミ                 |
| ビシバシ14（パッ君）             | 牛乳パック         | 不明                                                           |                        |
| ビシバシ15（DS）                 | ニンテンドーDS     | 不明                                                           |                        |
| ビシバシ16（ビックン）           | 花瓶               | 足でつぶす                                                     |                        |
| ビシバシ17（ヒート）             |                    | カツラをかぶせる                                               | 人体模型               |
| ビシバシ18                       |                    | 不明                                                           | 不明                   |
| ビシバシ19（トイレットペーパー） | トイレットペーパー | 不明                                                           |                        |
| ビシバシ20（メザー）             | 目覚まし時計       | 無理に寝て目覚ましがなったらボタンを押す                       | 茶碗                   |
| ビシバシ21（オリガンミ）         | 折り紙             | 風で攻撃を防ぎ、そのスキに鶴を折る                             | 下敷き                 |
| ビシバシ22（ネバネ）             |                    | 足と顔をひたすらペットパンチ                                   | そのまま               |
| ビシバシ23（ワン太）             | 犬                 | ビシバシ22を倒す                                               | そのまま               |
| ビシバシ24（リョッシー）         | マトリョーシカ     | ビシバシの中にいるのぼる君を救出する                           | ペットボトルカバー     |
| ビシバシ25（ふたごスリッパーズ） | スリッパ           | 天使の方のスリッパで悪魔の方を蹴る                             | 天使のなりきりセット   |
| ビシバシ-                        | バランスボール     | -                                                              | -                      |
| ビシバシ-                        | すべり台           | -                                                              | -                      |
| ビシバシ-                        | 扇風機             | -                                                              | -                      |
| ビシバシ-                        | 掃除機             | -                                                              | -                      |
| ビシバシ-                        | オニオンリング     | -                                                              | -                      |
| ビシバシ-                        | 消火器             | -                                                              | -                      |
| ビシバシ-                        | 電球               | -                                                              | -                      |
| ビシバシ-                        | Tシャツ            | -                                                              | -                      |
| ビシバシ-                        | 電卓               | -                                                              | -                      |
| ビシバシ-                        | 靴下               | -                                                              | -                      |
| ビシバシ-                        | ジュース           | -                                                              | -                      |

備考
- 月に1体 - 2体登場するが2008年5月号は13 - 20まで一気に登場した。
- 13 - 20はPETくんではなく博士が倒し、『ヤクニターツ１号』というロボットになった。
- ビシバシ22.23は同一読者が考えたもの。
- ビシバシ-になっているのは、2008年10月号に一斉に登場したため。(数字、攻撃方法、倒した後のリサイクル品は不明)